# 男性団体
男性団体（だんせいだんたい）とは、男性が主体として構成する団体を指す。男性会（だんせいかい）、男子会（だんしかい）とも。

## 主な男性団体

### 社交団体・支援団体
メンズリブの潮流には、大別するとフェミニズムに親和的なものと反フェミニズム（マスキュリズム）的なもの、及び中立的なもの（手探り状態で模索を旨とするもの）があり、メンズリブ団体にも大きな立場の違いがある。
日本では1990年代に入ってから「メンズリブ研究会」が活動を活発化させている。1995年には大阪でメンズセンターが大阪で誕生している。
ジャーナリストの中村彰らが立ち上げに参加した大阪のメンズセンターは、1991年のメンズリブ研究会を前身として活動している。活動方針は『従来の「男らしさ」を批判的に検討し、「自分らしく」生きることを目的とする、日本ではじめての男性解放運動』『私たちは、 男性と女性が対等なパートナーシップを持ち、性差別のない男女共生社会を生きる男性のあるべき姿を模索しています。』と、ある。大阪のメンズセンターは、大阪府茨木市の男女共同参画課と共同した活動を行っている。
看護師など女性が主体となる職種の中にも男性会が組織されて、職能団体として活動している（後述）。
- メンズリブ東京（1995年設立，2000年頃活動停止）
- メンズセンター（1995年設立，大阪）
- 日本男性相談フォーラム（2019年設立，大阪の一般社団法人）
- 女性専用車両に反対する会 (2003年設立)[3]
- 男性差別を許さない市民の会（2013年解散，東京）[4]
- 差別ネットワーク[5]
- アドニス会（1952年設立，東京，会員制の男性同性愛サークル）
- 日本弱者男性センター（2022年設立，横浜，NPO法人）[6]
- 男性の人権を守る党 (2022年設立)[7]
- 男性連帯（2006年設立，韓国）

### 職能団体
- 全国男性看護師会
- 一般社団法人国際メンズセラピスト協会[8]
- 一般社団法人日本メンズセラピスト協会[9]
- メンズエステセラピスト協会

### 学術団体
- 日本メンズヘルス医学会[10]

### 教育・スポーツ・文化
- 男子校
- 男子プロテニス協会
- おやじの会（日本の小学生の父親を中心としたPTA活動、またはそれに準じた活動のための地域組織。）
- 女装クラブ
- メンズコスメ協会

### 歴史的な団体
- ペンヘッククラブ[11]
- 男子集会所
- 女人禁制を掲げた各種団体